# Stato (incisione)
Nel campo dell'incisione uno stato è la differente "versione" di una stampa dovuta alle modifiche deliberate e permanenti effettuate sulla matrice, sia che si tratti di una lastra di rame o di un blocchetto di legno.

## Descrizione
Gli artisti spesso realizzano stampe di prova dalla prima lavorazione della matrice (primo stato) per poi rifinirla, anche più volte ed ulteriori prove di stampa, prima di arrivare al punto di poter effettuare la tiratura definitiva. Diversi stati possono venir stampati in una stessa giornata come anche a distanza di anni. In ogni caso vengono considerati come stati  anche le modifiche effettuate da soggetti diversi dall'incisore originario.
Gli stati vengono solitamente contrassegnati dai ricercatori in numeri romani e spesso ne viene evidenziato il rapporto con il numero totale degli stati (p.e. I/III equivale al primo di tre stati). Nel caso vengano individuati ulteriori stati intermedi recentemente si è adottato il sistema di classificarli aggiungendo una lettera minuscola (p.e. IVb) piuttosto che creare che una nuova numerazione. Una pratica che consente di evitare conflitti ed equivoci con le pubblicazioni precedenti. Le stampe di cui non è noto alcun altro stato vengono catalogate come stato unico.

La maggior parte dei ricercatori non considera i danni accidentali (di solito graffi sulle lastre o fenditure del legno) alla matrice come differenti stati. D'altra parte i piccoli graffi sul metallo tendono a scomparire per effetto dello schiacciamento dopo più tirature.

Rembrandt van Rijn, Ecce Homo, 1655, puntasecca, 383 x 455 mm
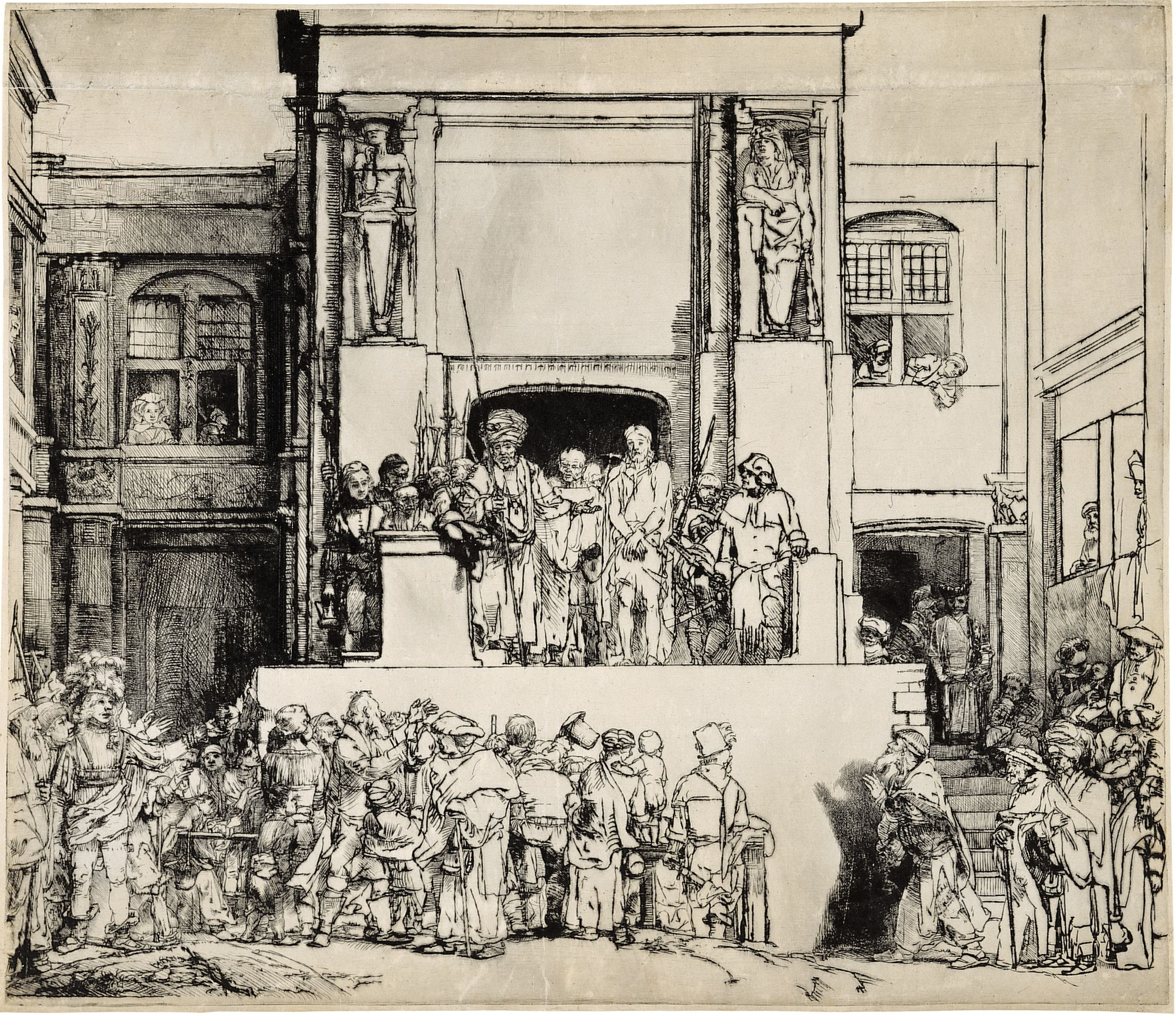
stato 2/8
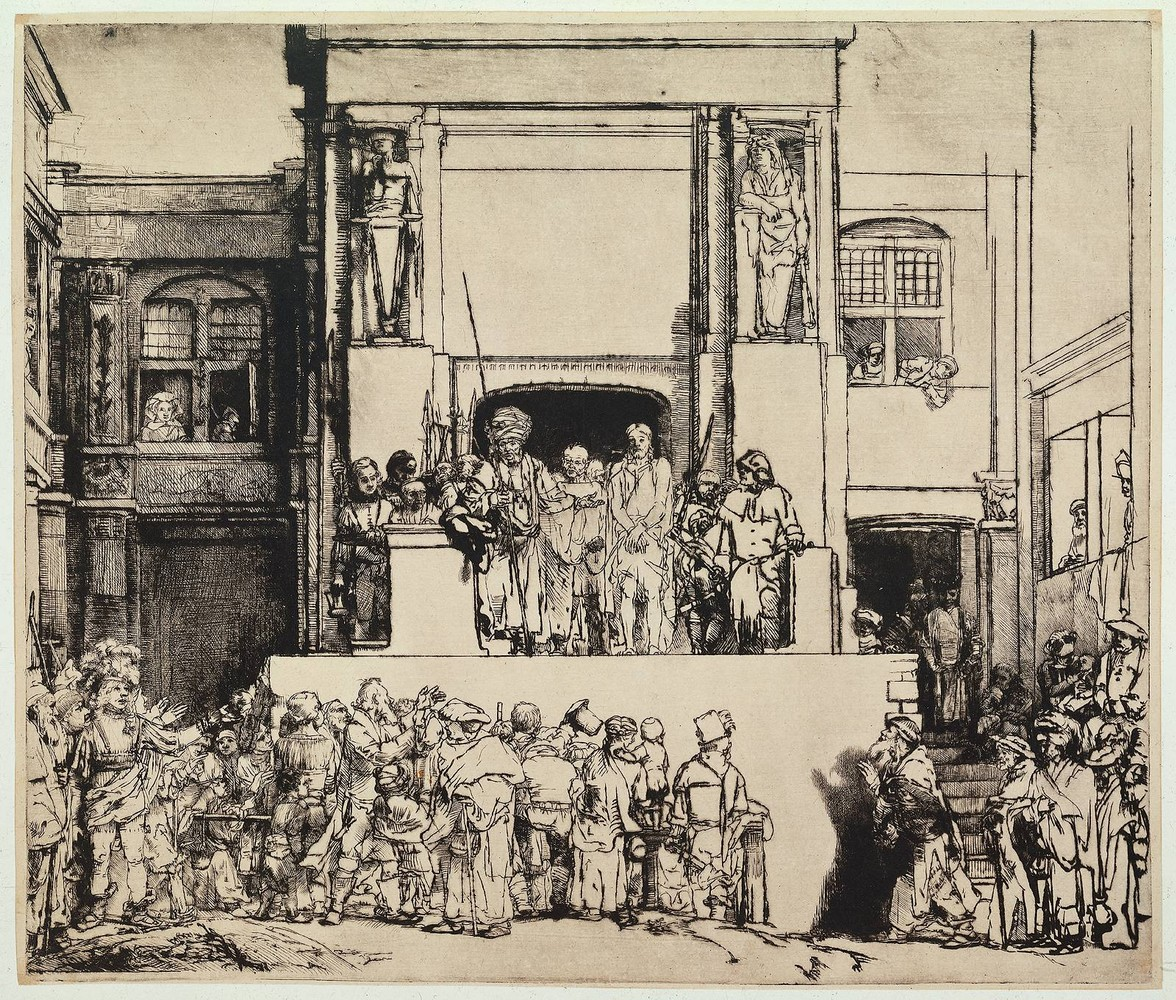
stato 3/8
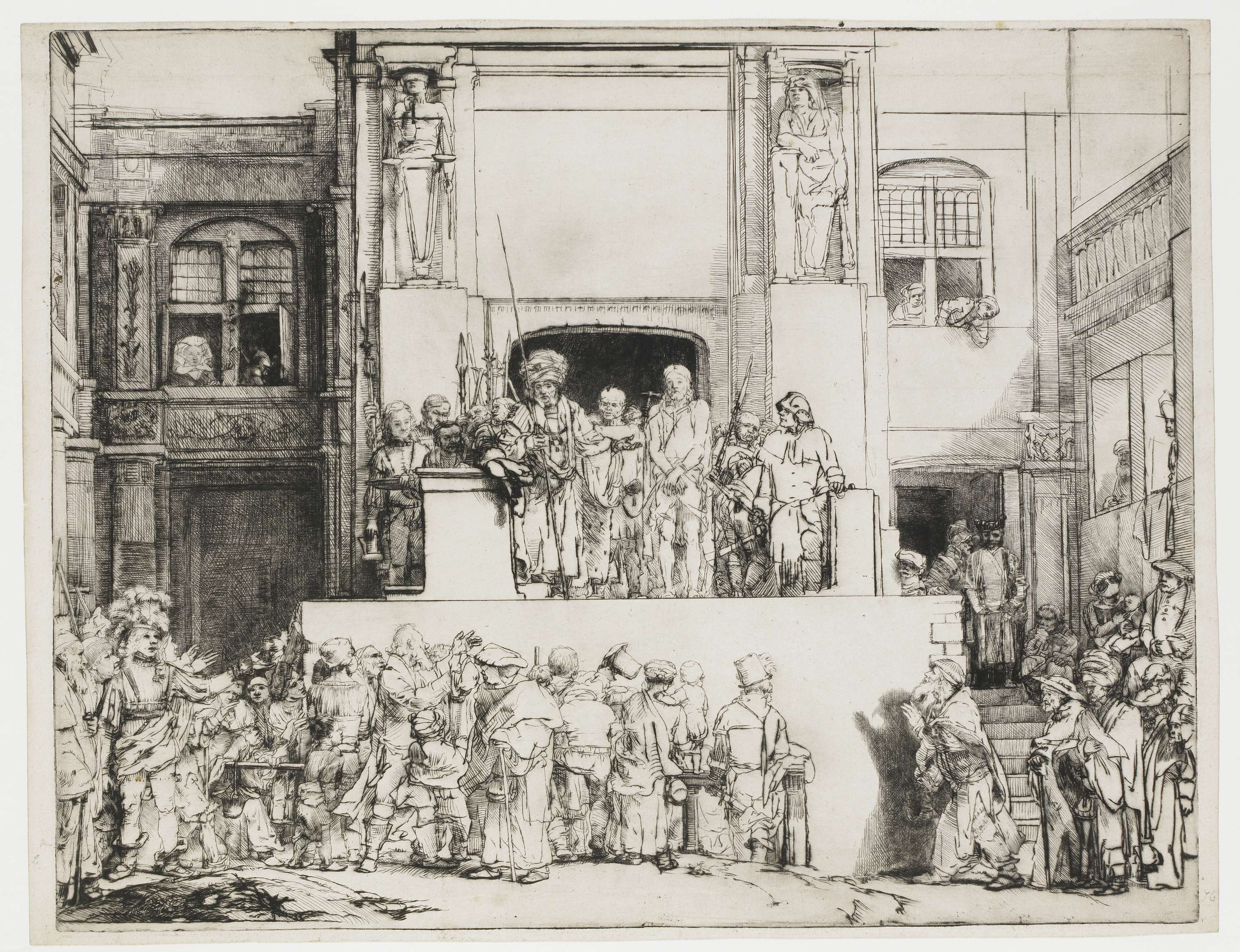
stato 5/8
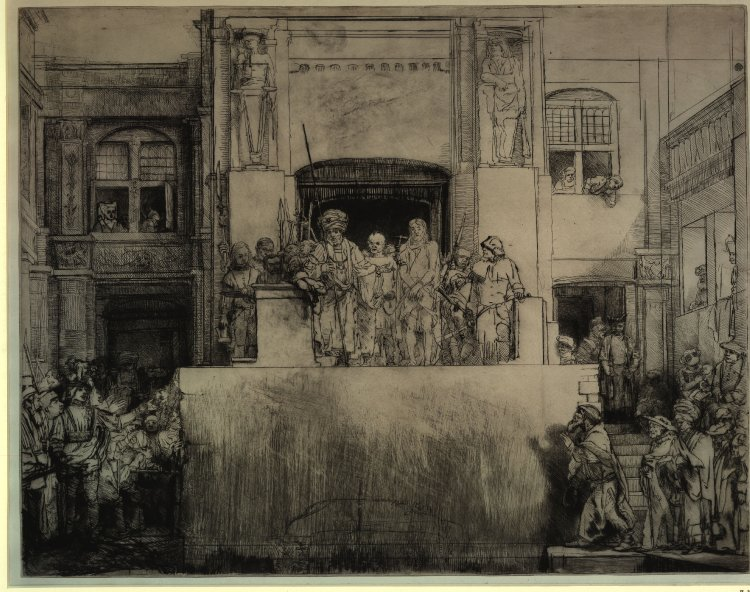
stato 6/8
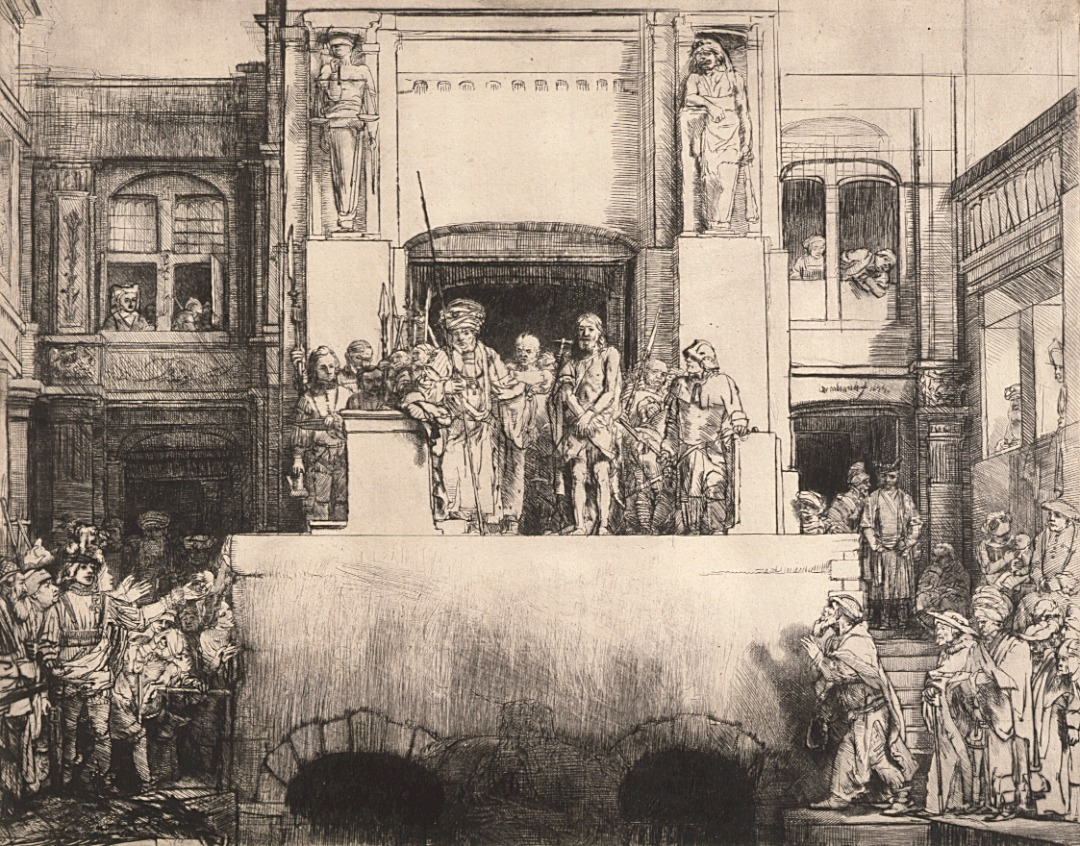
stato 7/8
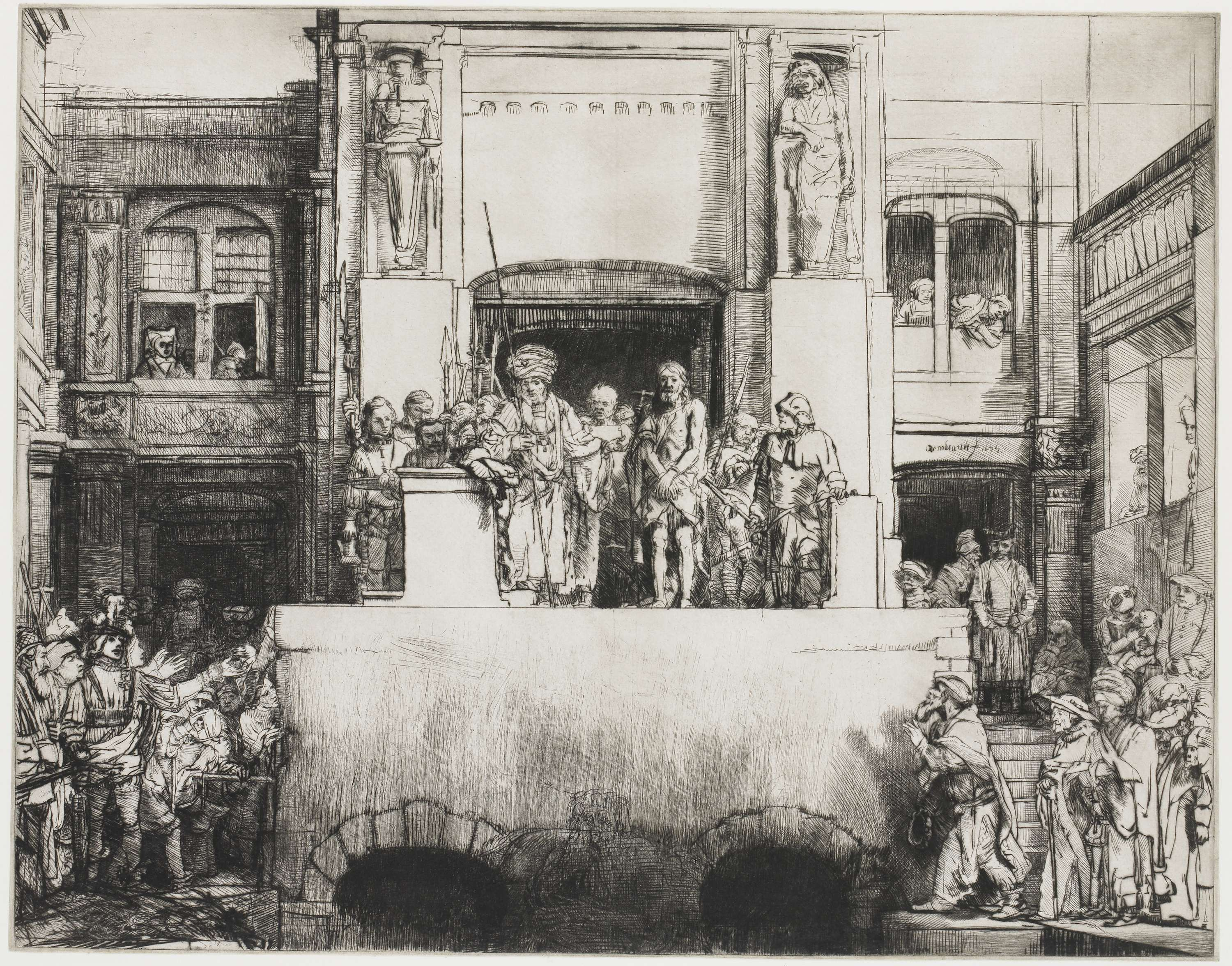
stato 8/8